# Antona diffinis
Antona diffinis är en fjärilsart som beskrevs av Walker 1864. Antona diffinis ingår i släktet Antona och familjen björnspinnare. Inga underarter finns listade i Catalogue of Life.